# Thysanophrys
Thysanophrys is een geslacht van straalvinnige vissen uit de familie van platkopvissen (Platycephalidae). De wetenschappelijke naam van het geslacht is voor het eerst geldig gepubliceerd in 1898 door Ogilby.

## Soorten
De volgende soorten zijn bij het geslacht ingedeeld:
- Thysanophrys armata (Fowler, 1938)[4]
- Thysanophrys celebica (Bleeker, 1855)
- Thysanophrys chiltonae Schultz, 1966
- Thysanophrys cirronasa (Richardson, 1848)
- Thysanophrys longirostris (Shao & Chen, 1987)
- Thysanophrys papillaris Imamura & Knapp, 1999
- Thysanophrys randalli Knapp, 2013[3]
- Thysanophrys rarita Knapp, 2013[3]
- Thysanophrys springeri Knapp, 2013[3]
- Thysanophrys tricaudata Knapp, 2013[3]